# Coyotepec kommun, Mexiko
Coyotepec är en kommun i Mexiko. Den ligger i delstaten Mexiko, i den centrala delen av landet, 40 km norr om huvudstaden Mexico City. Huvudorten i kommunen är Coyotepec. Kommunen ingår i Mexico Citys storstadsområde och hade 39 030 invånare vid folkmätningen 2010.